# Huštěnovice (stacja kolejowa)
Huštěnovice – stacja kolejowa w miejscowości Huštěnovice, w kraju zlińskim, w Czechach. Znajduje się na wysokości 190 m n.p.m.
Na stacji nie ma możliwość zakupu biletów, a obsługa podróżnych odbywa się w pociągu. 

## Linie kolejowe
- 330 Přerov - Břeclav